# Culture birmane
Cette page contient des caractères spéciaux ou non latins. S’ils s’affichent mal (▯, ?, etc.), consultez la page d’aide Unicode.
La culture de la Birmanie, ou Myanmar, pays de l'Asie du Sud-Est continentale, désigne les pratiques culturelles observables de ses habitants (55 000 000, estimation 2017), toutes ethnies confondues. En participent pour partie les diasporas .
La culture birmane a été très influencée par le bouddhisme et celle du peuple Môn. Elle a aussi subi l'influence de la Chine, dans la mesure où le principal groupe ethnique de Birmanie, les Bamas ou Birmans, a migré vers le bassin de l'Irrawaddy depuis le Yunnan, dans le sud-ouest de la Chine. Le Birmanie partage aussi de nombreuses ressemblances culturelles avec d'autres pays d'Asie du Sud-Est. Plus récemment, l'occupation britannique et l'occidentalisation ont influencé certains aspects de la culture birmane, notamment la langue et l'éducation.

## Langues et peuples

### Langues
- Langues en Birmanie, Langues de Birmanie
- Langue birmane

Le birman est une langue très sensible à l'âge des interlocuteurs. L'usage d'éléments honorifiques devant les noms personnels est la norme, et il est considéré comme grossier de ne pas en employer, à moins de connaître la personne depuis l'enfance ou la jeunesse, ou qu'elle soit un inférieur plus jeune. On s'adresse aux jeunes hommes par Maung ou Ko (frère) et aux plus âgés ou plus importants par U (oncle). De la même façon, les jeunes femmes sont appelées Ma (sœur) et les plus âgées ou plus importantes Daw (tante), quel que soit leur statut marital. 'Aunty' ou 'Uncle' sont aussi communément utilisés aujourd'hui. Les pronoms des première et deuxième personnes dépendent de l'interlocuteur et varient aussi selon son âge. On parle d'une façon plus respectueuse aux anciens et il existe un vocabulaire spécial pour s'adresser aux moines bouddhistes.

### Peuples
- Groupes ethniques en Birmanie (> 135). La liste évolue, excluant les Rohingyas en 1982.
- Liste de groupes ethniques au Myanmar (en)

## Traditions

### Religion

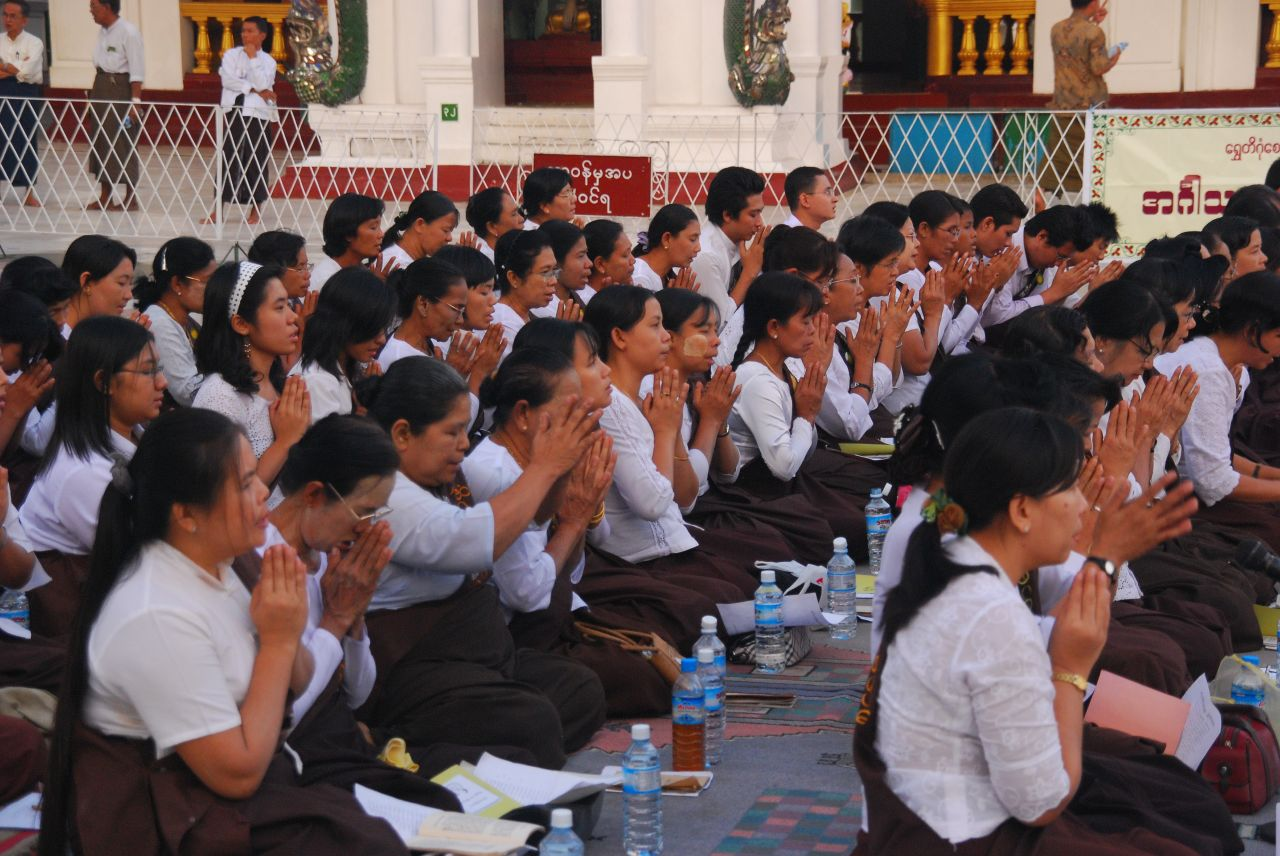
Un groupe de fidèles à la pagode Shwedagon de Rangoun, lieu majeur du bouddhisme birman.

- Religion en Birmanie (en) Religion en Birmanie (rubriques)
- Bouddhisme en Birmanie (80-89 %)
  - Bouddhisme mahāyāna
  - Bouddhisme vajrayāna
  - Shinbyu
- Islam en Birmanie (en) (2 200 000, 4 %), Persécution des musulmans en Birmanie, Rohingya
- Christianisme en Birmanie (4-6 %), List of cathedrals in Myanmar (en)
  - Protestantism in Myanmar (en) (3 %)
    - Convention baptiste du Myanmar (922 000)
    - Church of the Province of Myanmar (en) (70 000)
    - Anglicanisme (62 000)

  - Catholic Church in Myanmar (en) (450 000, 1 %)
  - Orthodoxie, Armenian Apostolic Church in Burma (en)
- Hindouisme en Birmanie (en) (550 000, 1 %) (820 000 hindouistes en 2010, 890 000 en 2020, estimations)
- Judaïsme (20 en 2002, pour 2500 vers 1930), Histoire des Juifs en Birmanie, Synagogue Musmeah Yeshua
- autres (dont animisme, religions chinoises, etc.) : 2-6 %
  - Religion populaire en Myanmar (en) (4-6 %), Nat (esprit)
- Freedom of religion in Myanmar (en)

La Birmanie est principalement un pays de bouddhisme theravada. Le bouddhisme a atteint le pays aux alentours de l'ère chrétienne et s'est mélangé avec l'hindouisme (également importé d'Inde) et l'animisme local. Les royaumes Pyu et Môn du premier millénaire étaient bouddhistes, mais les premiers birmans étaient animistes. Si l'on en croit l'histoire traditionnelle, le roi Anawrahta de Pagan a adopté le bouddhisme en 1056 avant d'attaquer le royaume môn de Thaton, dans le sud du pays, pour obtenir le Canon bouddhiste et des moines érudits. La tradition religieuse établie à cette date, et qui se prolonge jusqu'à aujourd'hui, est un syncrétisme de bouddhisme « pur » (de l'école theravada) avec des éléments animistes profondément enracinés, le culte des nats,, et même des éléments d'hindouisme et du bouddhisme mahayana du nord de l'Inde.
L'islam a atteint la Birmanie vers le XIe siècle, mais il n'a jamais réussi à prendre pied au-delà de la côte de l'Arakan (actuel État d'Arakan), du Bangladesh au delta de l'Irrawaddy. La période coloniale a vu un grand afflux d'indiens musulmans (et hindous) à Rangoun et dans les grandes villes, et la majorité des mosquées de Rangoun doivent leur origine à ces immigrants.

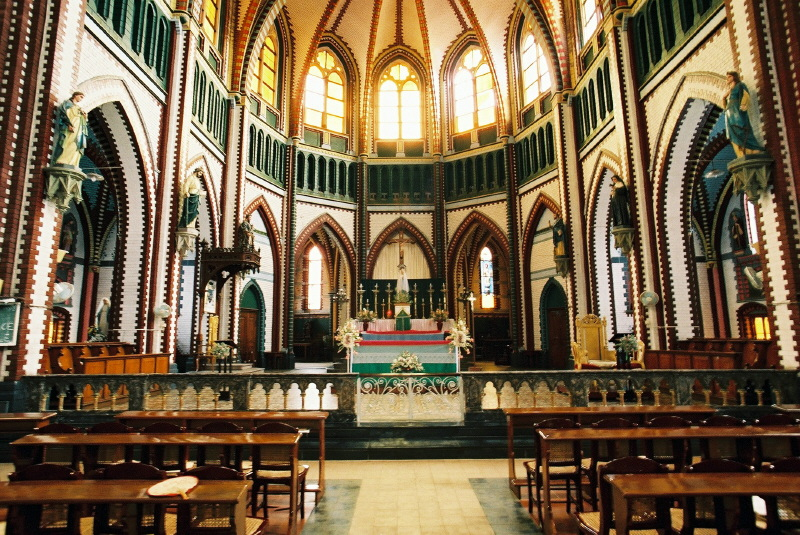
Intérieur de la cathédrale catholique Sainte-Marie de Rangoun, la plus grande de Birmanie.

Le christianisme fut apporté dans le pays par les missionnaires européens au XIXe siècle. Il n'a fait que très peu de progrès parmi les bouddhistes, mais a été largement adopté par des non bouddhistes tels que les Chin, les Karens et les Kachin. L'église catholique romaine, la convention baptiste birmane et les assemblées de dieu de Birmanie sont les trois principales dénominations chrétiennes de Birmanie. La Birmanie abrite la deuxième plus grande population de baptistes au monde après les États-Unis, résultat des missions américaines.
La contribution chinoise au mélange religieux birman a été faible, mais plusieurs temples traditionnels chinois ont été bâtis à Rangoun et dans les autres grandes villes au XIXe siècle, à une époque où l'immigration chinoise massive était encouragée par les britanniques. Cette immigration a repris en masse vers 1990, mais ces nouveaux immigrants chinois semblent peu intéressés par la religion.
Certains peuples indigènes isolés dans des régions inaccessibles du pays pratiquent encore leurs traditions animistes.
La Birmanie reconnaît théoriquement la liberté religieuse, bien que les minorités religieuses (chrétienne et musulmane) soient l'objet de discriminations, particulièrement dans les campagnes. Des émeutes sporadiques entre bouddhistes et musulmans ne sont pas rares et les tensions entre les deux groupes sont élevées, surtout dans les grandes villes. En 2001, après la destruction par les talibans des Bouddhas de Bamiyan, des émeutes religieuses ont eu lieu dans les principales villes du pays, notamment Sittwe, Prome (Pyay), Taungû et Pégou (Bago). La politique nationaliste du régime actuel, le Bama san-gyin, qui considère le bouddhisme comme un élément-clé de la birmanité, introduit un biais systémique en termes de préférence dans les forces armées et les autres structures de l'état.

### Pagodes et monastères

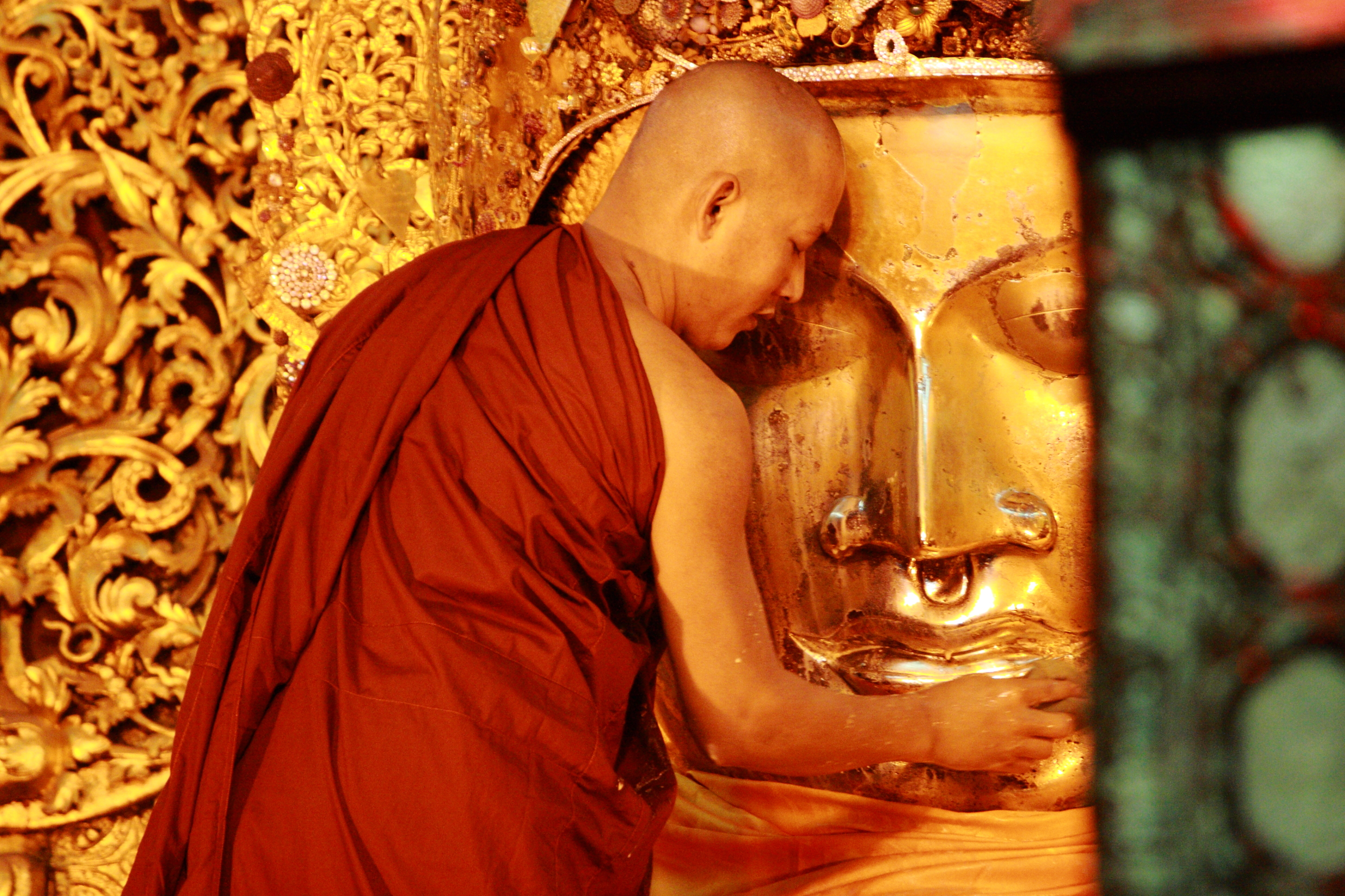
Un bonze applique une feuille d'or sur le Bouddha Mahamuni (janvier 2010).

Ce sont les sites les plus apparents de la culture birmane : la Birmanie a été appelée le « pays des pagodes », en raison de l'omniprésence des pagodes dans son paysage. Les quatre sites de pèlerinage bouddhistes les plus importants sont la pagode Shwedagon de Rangoun, le Bouddha Mahamuni de Mandalay, la pagode Kyaiktiyo (rocher d'or) dans l'État Môn et Pagan, ancienne capitale au bord de l'Irrawaddy, où des milliers de stupas et de temples se dressent en plus ou moins bon état depuis près d'un millénaire.
Les pagodes sont connues par leurs noms pâlis zedi (စေတီ) ou pahto (ပုထိုး), mais sont aussi communément appelées hpaya (ဘုရား), synonyme de « bouddha ». Les monastères sont connus sous le nom de hpongyi kyaung (ဘုန်းကြီးကျောင်း), hpongyi signifiant moine ; comme ils sont des lieux d'enseignement traditionnel, où les enfants de la campagne apprennent à lire et à écrire, notamment en pâli, langue des écritures bouddhiques, les écoles en sont venues à être aussi appelées kyaung (ကျောင်း) en birman.
- Pagodes du Myanmar (en)
- Sites de pèlerinage bouddhiste au Myanmar (en)
- Liste de cathédrales en Birmanie (en)
- Liste d'églises au Taungoo (en)

### Symboles
- Armoiries de la Birmanie
- Drapeau de la Birmanie
- Gba Majay Bma, hymne national de la Birmanie

### Mythologie
- Créatures mythiques du folklore birman (en)

### Fêtes

#### Fêtes traditionnelles

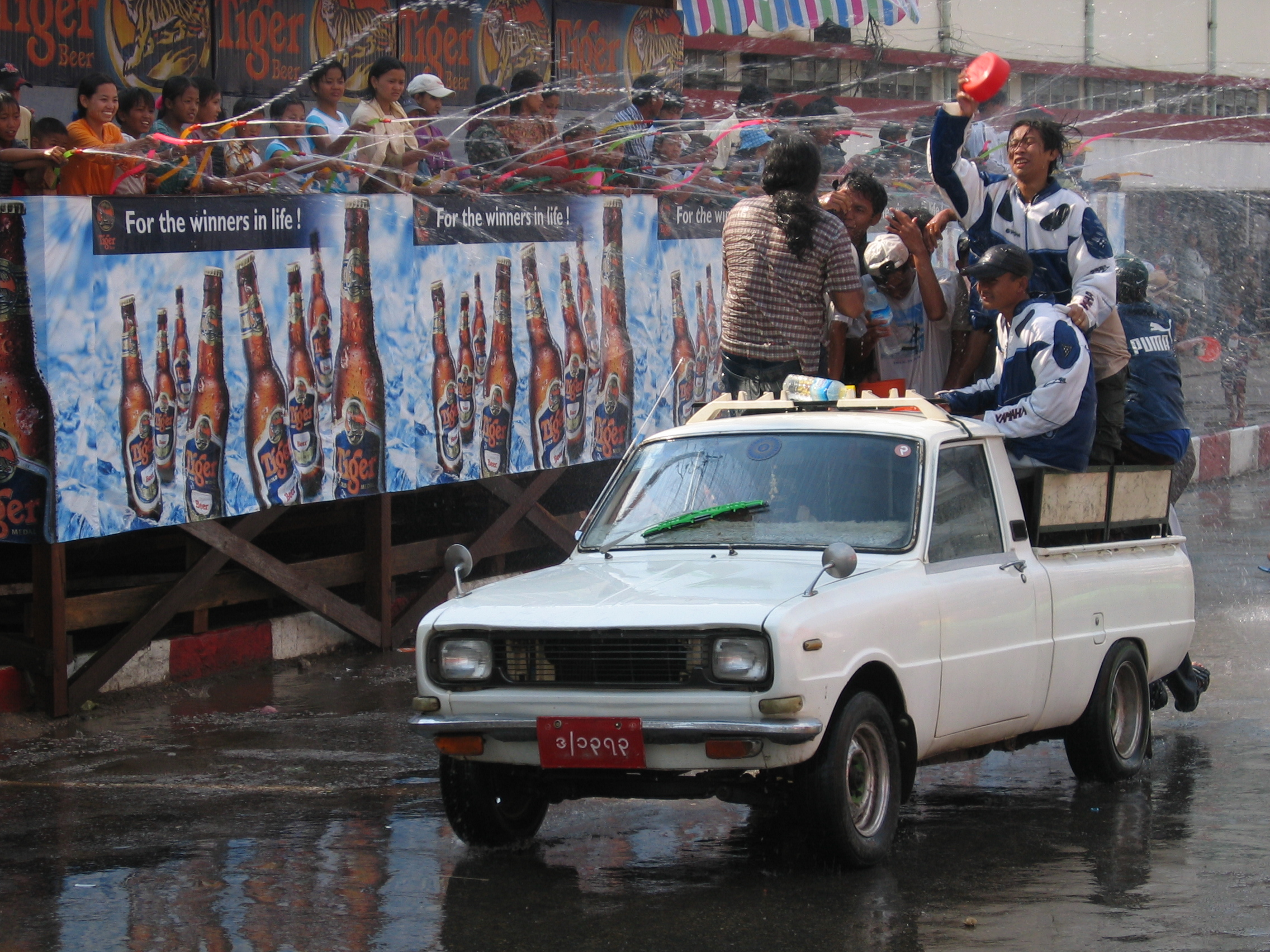
Célébrations de Thingyan à Taunggyi en 2005.

Le calendrier traditionnel birman compte douze mois, chacun avec une fête. La plupart de ces fêtes sont liées au bouddhisme et dans chaque localité le paya pwè (fête de la pagode) est la plus importante.
La fête la plus connue est Thingyan, quatre jours de célébration de la nouvelle année lunaire. Elle précède le nouvel an birman, le premier jour du mois de Tagu, qui tombe à la mi-avril. Comme d'autres fêtes de nouvel an d'Asie du Sud-Est (Pimay, Songkran), c'est une fête de l'eau, où les gens s'arrosent les uns les autres. Thingyan a cependant une signification religieuse, marquant les jours où les bouddhistes doivent observer les huit préceptes du bouddhisme.

#### Jours fériés publics
| Date              | Nom français                                         | Nom local                  | Remarques |
| ----------------- | ---------------------------------------------------- | -------------------------- | --- |
| 4 janvier         | Fête de l'Indépendance                               | Lut Lat Yae Naih           | L'indépendance a été proclamée le 4 janvier 1948.                                                                                           |
| 12 février        | Fête de l'Union                                      | Pyi Daung Su Naih          | Fête en l'honneur d'Aung San, père de l'indépendance birmane. Durant les deux semaines précédentes, le drapeau birman va de ville en ville. |
| 2 mars            | Jour des Paysans                                     | Taung thu lai tha mah Naih | En honneur à la ressource humaine majeure                                                                                                   |
| 27 mars           | Jour des Forces Armées et de la Résistance           | Taw Hlan Yae Naih          | Célébré avec des défilés et des feux d'artifice.                                                                                            |
| 13 -18 avril*     | Nouvel An Bouddhique                                 | Thingyan                   | Songkran birman. Fête de l'eau. |
| 1er mai           | Fête du Travail                                      | A lote tha mah Naih        | |
| Mai*              | Vesak                                                | Ka-sone Larh Pyae Naih     | Vesak - Anniversaire de Bouddha. |
| Juin-Juillet*     | Fête du Commencement de Vassa                        | Waso Lar Pyae Naih         | Vassa - Célébration du début du Carême bouddhique.                                                                                          |
| 19 juillet        | Jour des Martyrs                                     | Ar Zar Ni Naih             | Souvenir des sept martyrs : Aung San et ses 6 collègues assassinés le 19 juillet 1947.                                                      |
| Octobre-Novembre* | Fête de la fin de Vassa ou Pleine Lune de Thadingyut | Thadingyut Larh-Pyae Naih  | Célébration de la fin du Carême bouddhique. On allume des bougies et on lâche des ballons lumineux.                                         |
| Octobre-Novembre* | Pleine Lune de Tazaungmone                           | Tazaungmone Larh-Pyae Naih | Kathina |
| 14 novembre*      | Fête nationale                                       | A-Myo-Thar Naih            | Dix jours après Kathina. En souvenir de l'exil du dernier roi, et des protestations estudiantines contre les Britanniques en 1928.          |
| 23 décembre       | Nouvel An Karen                                      | Kayin Hnit-Thit-Koo        | |
| 25 décembre       | Noël                                                 | Kha-Rit-Sa-Mut Naih        | |

(*) - pas de date fixe.

## Société
- Étiquette birmane (en)

### Noms
- Nom birman
- Dénomination d'une personne en Birman

### Comportement
La société birmane est basée sur l’ana (အားနာမှု), une notion sans équivalent en français. L'ana est caractérisé par l'hésitation, la réticence ou l'évitement à faire une action, basée sur la crainte qu'elle pourrait offenser quelqu'un ou faire perdre la face à quelqu'un, ou le mettre dans l'embarras. Il y a aussi le concept de hpon (ဘုန်း , du sanskrit bhaga), qui se traduit par « puissance ». Il est utilisé pour expliquer les différences ethniques, socio-économiques et de genre dans la société . Le hpon renvoie à l'effet cumulatif des actions passées, l'idée que le pouvoir ou la position sociale sont dus à des mérites gagnés dans des vies antérieures. Cette idée est utilisée pour justifier le point de vue majoritaire, qui est que les femmes sont inférieures aux hommes, qui sont considérés comme ayant plus de hpon.
L'âge, encore vu comme synonyme d'expérience et de sagesse, est donc vénéré. Les parents et les professeurs ne le cèdent qu'aux Trois Joyaux (ရတနာသုံးပါး yadana thoun ba), constituant avec eux les Cinq Bénédictions Sans limite (အနန္တငါးပါး ananda nga ba) ; on leur rend hommage (gadaw) à certaines périodes de l'année, comme à Thingyan (nouvel an bouddhique), au début et à la fin du carême bouddhique et, pour les parents, lorsqu'on se prépare à voyager. Les aînés sont servis les premiers aux repas et en leur absence une cuillerée de riz est d'abord mise de côté en signe de respect (ဦးချ u cha) avant de servir les convives. Les jeunes évitent de s'asseoir plus haut que leurs aînés ou de passer devant eux, sauf si c'est inévitable, et ne le font dans ce cas que légèrement courbés. Les objets qu'on remet à un aîné le sont des deux mains. Les hommes assis sur une chaise peuvent croiser les jambes mais les femmes ne le font généralement pas.
Les enfants apprennent à « vénérer leurs aînés, à respecter leurs pairs et à être gentils pour le jeune et le faible » (ကြီးသူကိုရိုသေ၊ ရွယ်သူကိုလေးစား၊ ငယ်သူကိုသနား။ kyeethu go yothei, ywedu go layza, ngethu go thana). Les parents sont considérés comme seuls responsables des actions de leurs enfants, comme le montrent les expressions mi ma hsonma, hpa ma hsonma (မိမဆုံးမ ဖမဆုံးမ, discipliné ni par sa mère ni par son père) et ami youk tau hnoukkyan, ahpa youk tau ko amu-aya kyan (mauvais langage vient de mauvaise mère, mauvaises postures de mauvais père). À l'inverse, remercier un ami ou quelqu'un de la famille ne fait pas partie des coutumes birmanes.
Comme dans plusieurs pays d'Asie du Sud-Est, toucher la tête de quelqu'un est considéré comme grossier, car c'est le « plus haut » point du corps. Il est aussi tabou de toucher le pied de quelqu'un d'autre, et pire encore de pointer du pied ou de s'asseoir les pieds dirigés vers quelqu'un de plus âgé, car les pieds sont la partie du corps la plus basse. Pointer le doigt vers une image de Bouddha est considéré comme blasphématoire, bien que ce sentiment s'érode progressivement. On retire toujours ses chaussures en entrant dans une maison, un monastère ou la terrasse des pagodes. Comme ailleurs dans le bouddhisme, on tourne autour des pagodes dans le sens des aiguilles d'une montre (လက်ယာရစ် let ya yit), pas dans le sens contraire (လက်ဝဲရစ် let wè yit).
Les démonstrations d'affection en public sont courantes parmi les amis de même sexe, ou au sein de la famille, mais très rares entre personnes de sexe opposé. Il est ainsi commun de voir des amis marcher en se tenant par la main ou un bras passé sur l'épaule, mais les couples le font rarement, sauf dans les grandes villes.

### Coutumes

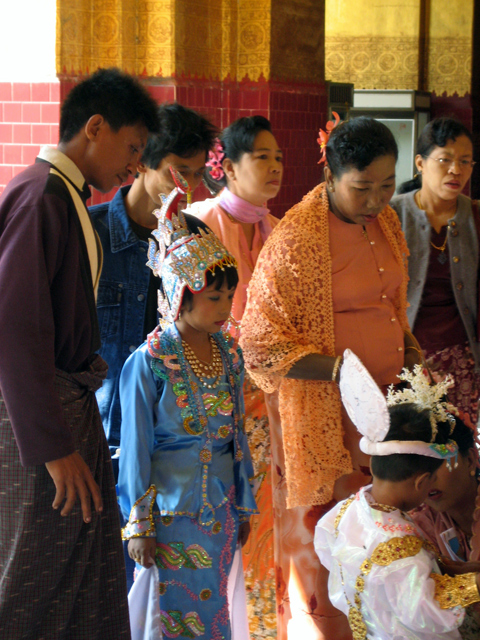
Une cérémonie de percement des oreilles au temple du Bouddha Mahamuni à Mandalay (avant 2006).

Le salut traditionnel birman est « mingalaba » (မင်္ဂလာပါ, du pâli mangala, et signifie à peu près : « Bénédiction sur vous » ; il s'agit d'un salut relativement récent, apparu dans les années 1960 pour remplacer l'anglais « Good morning/afternoon, teacher » dans les écoles missionnaires juste nationalisées. Des saluts comme « Avez-vous mangé ? » (ထမင်းစားပြီးပြီလာ Htamin sa pi bi la) et « Comment allez-vous ? » (နေကောင်းလာ Nei kaung la) sont également communs. « Hello » est aussi utilisé, mais seulement au téléphone.

### Vêtements
Le vêtement traditionnel birman est le longyi (လုံချည်), un sarong porté par les deux sexes. Pour les occasions importantes, les hommes birmans portent une veste sans col (တိုက်ပုံအင်္ကျီ) sur une chemise à col officier (sans rabat), avec parfois une sorte de turban appelé gaung baung ; les femmes birmanes portent un chemisier boutonné devant, le yinzi (ရင်စေ့), ou sur le côté, le yinbon (ရင်ဖုံး), avec un châle. Dans les villes, les jupes et les pantalons deviennent plus communs, surtout parmi les jeunes.
Durant l'occupation britannique, les nationalistes birmans associaient les vêtements traditionnels, particulièrement le Yaw longyi (ယောလုံချည်), un longyi de la région de Yaw, et le pinni taikpon (ပင်နီတိုက်ပုံအင်္ကျီ), une veste sans col de couleur fauve, aux sentiments anticolonialistes depuis une vague de répression de l'opposition dans les années 1920. Porter des vêtements « traditionnels » était une façon de manifester sa résistance passive. Les britanniques ont néanmoins influencé la coiffure et l'habillement : une coupe de cheveux courte, appelée bo ke (ဗိုလ်ကေ) a remplacé les cheveux longs comme norme pour les hommes. De même, les femmes ont commencé à porter des coiffures comme l’amauk (အမောက်), frisée avec une frange au milieu et le chignon traditionnel (ဆံထုံး). Le sarong féminin (htamein) est devenu plus court, n'atteignant plus les pieds, mais s'arrêtant aux chevilles, et sa hauteur a diminué sur les hanches. Cette période a aussi vu l'introduction d'un chemisier de mousseline, révélant un corsage de dentelle semblable à un corset, le za bawli (ဇာဘော်လီ).
- Hijab au Myanmar (en)

### Mariage

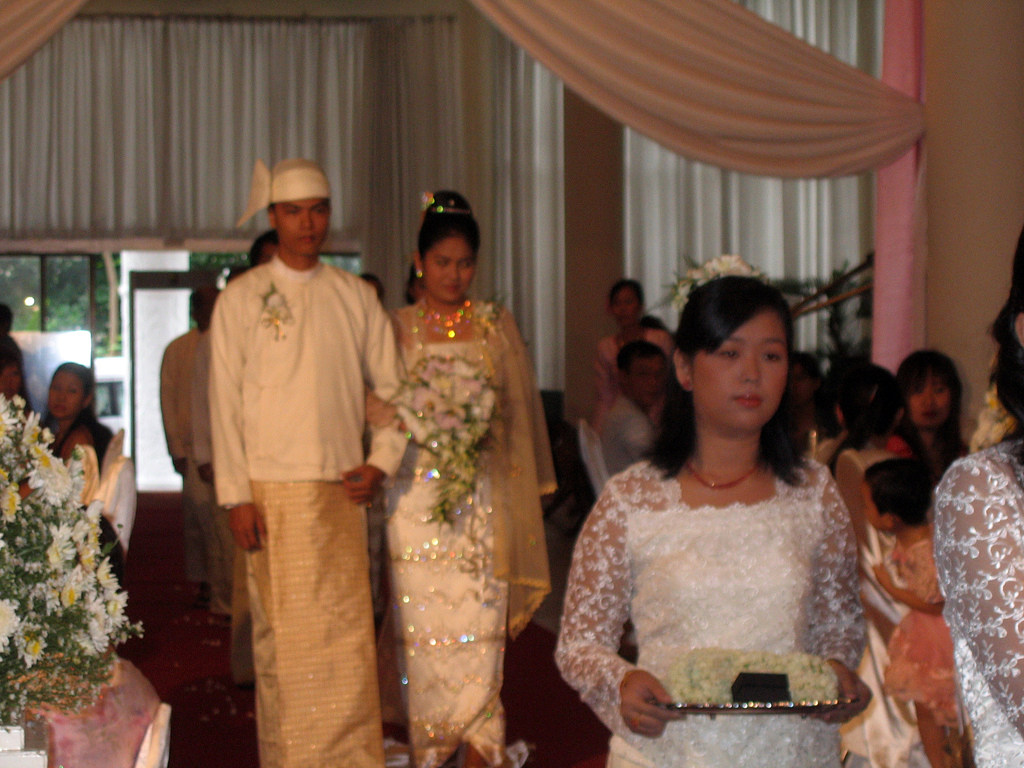
Une procession de mariage en 2006 : les futurs époux portent les vêtements nuptiaux traditionnels, rappelant les costumes royaux (longyi et gaung baung pour le marié).

Le folklore birman considère que l'amour est un fait du destin : le dieu hindou Brahma écrit l'avenir amoureux de chacun sur son front quand il a six jours, na hpuza (နဖူးစာ, lit. « le destin sur le front »). Les mariages birmans sont religieux ou séculiers, extravagants ou simples. Traditionnellement, le mariage est reconnu quand on voit le longyi (sarong) de l'homme pendu à une poutre de la maison, ou si le couple mange dans la même assiette, qu'il y ait eu une cérémonie ou pas. Les dots et les mariages arrangés ne font pas partie des coutumes birmanes. Les mariages n'ont traditionnellement pas lieu durant les trois mois du carême bouddhique, de juillet à octobre. Les moines bouddhistes n'y assistent pas, car leur règle le leur interdit. Ils peuvent néanmoins être invités pour bénir les nouveaux mariés.
Beaucoup de couples birmans choisissent des cérémonies voyantes, préparées des mois à l'avance, après consultation d'un astrologue pour choisir la date et le lieu le plus favorable à l'événement. On engage un maître de cérémonie, typiquement un brahmane, pour présider le mariage. Les futurs mariés s'asseyent côte à côte sur des coussins. Le brahmane souffle dans une conque pour ouvrir la cérémonie, puis joint les paumes du couple, qu'il enveloppe de tissu blanc avant de les plonger dans un bol en argent. Le mot birman pour « se marier » est let htat (လက်ထပ်), qui signifie « joindre les paumes ». Après avoir chanté quelques mantras en sanskrit, le brahmane retire les mains du couple du bol et souffle à nouveau dans la conque pour clore la cérémonie. Il y a ensuite des spectacles ou de la musique, et les noces se terminent par le discours d'un invité de statut social élevé. En ville, les réceptions de mariage ont souvent lieu dans un hôtel, avec du thé et des crèmes glacées.

### Funérailles
Les funérailles birmanes durent typiquement une semaine, le cadavre étant traditionnellement enterré ou brûlé le troisième jour. L'enterrement est commun, mais la crémation, plus courante dans les villes, est aussi pratiquée par les bouddhistes orthodoxes et les moines. Une pièce de monnaie, le gadaw ga (ကန်တော့ခ), est placée dans la bouche du mort pour payer le « péage » en traversant la mort. Avant l'enterrement, une offrande de riz couvert de curcuma est faite pour apaiser le bhummazo (ဘုမ္မစိုး), la divinité gardienne de la terre. Au cours de la cérémonie des funérailles, on distribue à toutes les personnes de l'assistance des éventails en papier où sont inscrits le nom du défunt et des textes bouddhiques traitant de l'impermanence de la vie (anicca) et du samsara.
En ville, on offre des guirlandes de fleurs et des décorations florales, ainsi que de l'argent pour les familles moins aisées. À la campagne, les cadeaux à la famille endeuillée sont plus pratiques, par exemple de la nourriture. Les portes et les fenêtres de la maison du défunt peuvent être laissées ouvertes, afin que son esprit, nommé leippya (လိပ်ပြာ, litt. « papillon ») la quitte, et une veillée peut être organisée la nuit. Le septième jour, appelé yet le (ရက်လည်), un repas est offert aux bonzes, qui en récitent en retour des bénédictions et des parittas protectrices et transfèrent des mérites au défunt, puis concluent par une cérémonie de libation bouddhique.

### Droit
- Droits humains au Myanmar (en)
- Criminalité au Myanmar (en)
- Corruption au Myanmar (en)
- Production d'opium en Myanmar (en)
- Polygamie au Myanmar (en)
- Trafic d'êtres humains au Myanmar (en)
- Femmes au Myanmar (en)
- Prostitution au Myanmar (en)

### Éducation
- Enseignement secondaire au Myanmar (en)
- Liste d'universités au Myanmar (en)
- Liste d'enseignement supérieur à Yangon (en)

### État
- Politique en Birmanie
- Conflit armé birman (depuis 1947)
- Liste de massacres au Myanmar (en)
- Liste de guerres impliquant le Myanmar (en)

## Littérature(s)
- Écrivains birmans
- Littérature birmane

La littérature birmane a été fortement influencée par le bouddhisme, notamment par les Jâtaka (récits des vies antérieures du Bouddha). À la Cour d'Ava (milieu XVe - XVIe siècle), bonzes, puis princes et princesses écrivent une poésie épique et surtout lyrique, spécifiquement birmane dans ses règles de composition et versification.
La colonisation britannique (1885-1948) rend populaires le roman et la nouvelle, inconnus jusqu'alors. Leurs thèmes sont comparables aux romans occidentaux : aventure, espionnage, policiers et histoires d'amour. De nombreux écrivains traduisent les romans occidentaux, particulièrement ceux d'Arthur Hailey et Harold Robbins. Le refus du gouvernement birman de signer l'Universal Copyright Convention (en) de 1952, qui obligerait les éditeurs à payer des droits aux auteurs traduits, contribue à la richesse de ce secteur.
La poésie reste également populaire, comme sous la monarchie, mais contrairement aux nouvelles, écrites en birman littéraire, elle utilise plutôt le birman vernaculaire. Dès les années 1920 des mouvements de réforme sont menés par des écrivains de sensibilité gauchisante et nationaliste, qui pensent que la littérature doit s'engager et la langue parlée remplacer le birman littéraire.
Une des plus grandes auteures de la période post-coloniale est la journaliste Kyaw Ma Ma Lay dont les romans La Mal-Aimée (1955) et Le Sang (1973) ont été traduits en français. Un autre écrivain important, Khin Myo Chit, est l'auteur du Diamant de 13 carats (1955), traduit aussi dans de nombreuses langues. Le journaliste Ludu U Hla a écrit de nombreux volumes consacrés au folklore des minorités ethniques, des romans sur des prisonniers à l'époque d'U Nu et des biographies de différentes personnes. Le premier ministre U Nu lui-même a écrit des pièces de théâtre et des romans à visée politique. Parmi les autres écrivains prolifiques de la période post-coloniale, on compte Thein Pe Myint (dont le Voyageur de l'Océan et la Reine des perles est considéré comme un classique), Mya Than Tint (qui a traduit des classiques occidentaux comme Guerre et Paix), Thawda Swe et Myat Htun.
À partir de l'instauration du régime militaire (1962), les écrivains préfèrent la nouvelle au roman ; souvent publiées dans des magazines, elles subissent moins les effets de la censure et connaissent une grande popularité. Elles traitent souvent de la vie quotidienne et comportent des messages politiques (comme une critique subtile du système capitaliste). Les femmes de lettres, toujours présentes dans la littérature birmane, comprennent Kyi Aye, Khin Hnin Yu et San San Nweh. Les historiens Ba Shin, Than Tun, Thant Myint-U, Htin Aung, Sao Saimong, Myoma Myint Kywe et San C. Po ont été célèbres en Birmanie.

## Média
- Média en Birmanie (rubriques)
- Journalistes birmans
- Censure au Myanmar (en)
- Média au Myanmar (en)

### Presse
- Liste de journaux au Myanmar (en)

### Télévision
- Télévision au Myanmar (en)

### Internet (.mm)
- Internet au Myanmar (en)
- Blogging au Myanmar (en)
- Blogueurs birmans

## Arts de la table

### Cuisine(s)

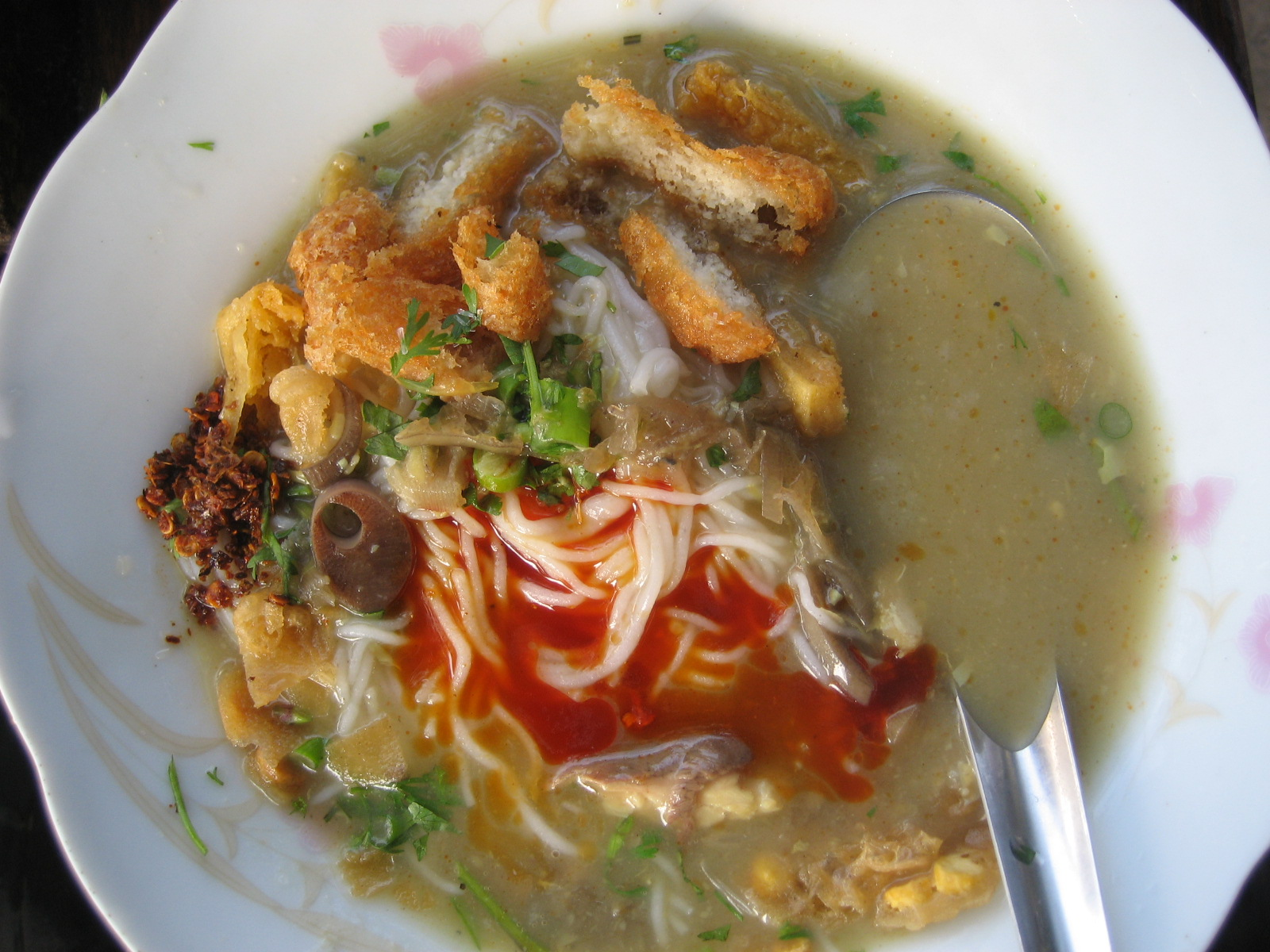
Le mohinga, nouilles de riz dans une soupe de poisson, est souvent considéré comme le plat national birman.

La cuisine birmane a été influencée par les cuisines indienne, chinoise et thaïlandaise, ainsi que par celle des ethnies locales. Elle n'est pas très connue à l'étranger et peut être caractérisée par son goût moyennement épicé, avec un usage limité des épices.
Un repas birman typique comporte plusieurs curries, une soupe, du riz cuit à la vapeur et de la sauce fermentée ou du poisson séché, ainsi que des légumes. Des condiments comme le ngapi (pâte de crevettes) frit, des pickles indiens et des légumes au vinaigre sont couramment servis en même temps. La sauce de poisson et la pâte de crevettes sont des ingrédients courants, comme dans les autres cuisines du Sud-est asiatique, mais la cuisine birmane fait aussi un usage important de pois chiches, de lentilles et de tamarin, utilisé pour ajouter une saveur acide (à la place du citron ou du vinaigre utilisé dans d'autres cuisines). Les cuisines ethniques, en particulier la cuisine shan, sont aussi bien présentes dans toute la Birmanie, de même que les plats indiens ou chinois, particulièrement dans les villes. Le plat national de fait est le mohinga (မုန့်ဟင်းခါး), des nouilles de riz dans une riche soupe de poisson. Les salades (အသုပ်) sont aussi populaires, en particulier le laphet thoke, une salade de feuilles de thé au vinaigre.
Les birmans mangent traditionnellement avec leurs doigts, bien que l'usage des couverts et des baguettes tende à se généraliser, surtout en ville. Les pains indiens (tels que les paratha et naan) et les nouilles de riz sont souvent consommés avec les repas, en plus du riz.

## Santé
- Catégorie:Santé en Birmanie,	Protection sociale

### Sports, arts martiaux
- Sport en Birmanie (à créer), Sport en Birmanie (rubriques)
- Sportifs birmans
- Art martial birman, Boxe birmane (Lethwei/Let Whay)
- Chinlon
- Birmanie aux Jeux olympiques

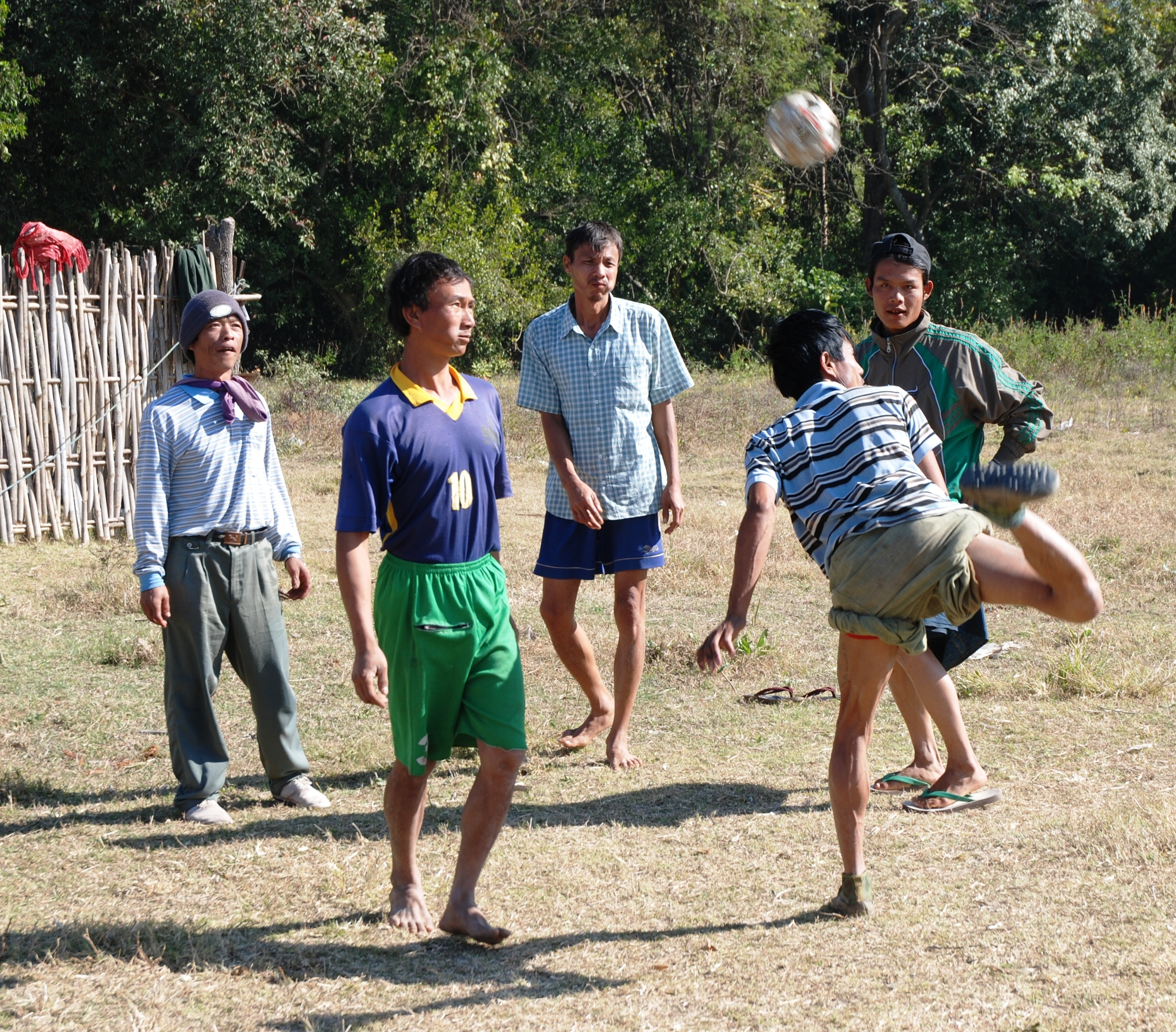
Joueurs de chinlon au Lac Inle.

Le football est le sport le plus populaire en Birmanie. Le chinlon est un sport local qui utilise une balle de rotin et se joue principalement avec les pieds et les genoux, la tête et les bras pouvant aussi être utilisés, à l'exception des mains,. La boxe birmane, appelée Lethwei, est populaire, et des tournois ont lieu lors des fêtes des pagodes. Un autre forme d'art martial dérivée des Shans, le thaing, se divise en bando (combat à mains nues) et banshay (avec des armes) ; elle est un peu similaire au Kung fu.
Pour les douze fêtes mensuelles, des courses de pirogues ont lieu lors du mois de Tawthalin (août-septembre). Sous la monarchie, des événements équestres étaient organisés par l'armée royale durant le mois de Pyatho (décembre/janvier). Durant leur occupation du pays, les britanniques jouaient au cricket, l'équipe nationale birmane jouant des matchs de first-class cricket. L'équipe existe encore aujourd'hui, bien qu'elle ne soit plus de ce niveau ; elle est membre de l'International Cricket Council.

## Artisanats

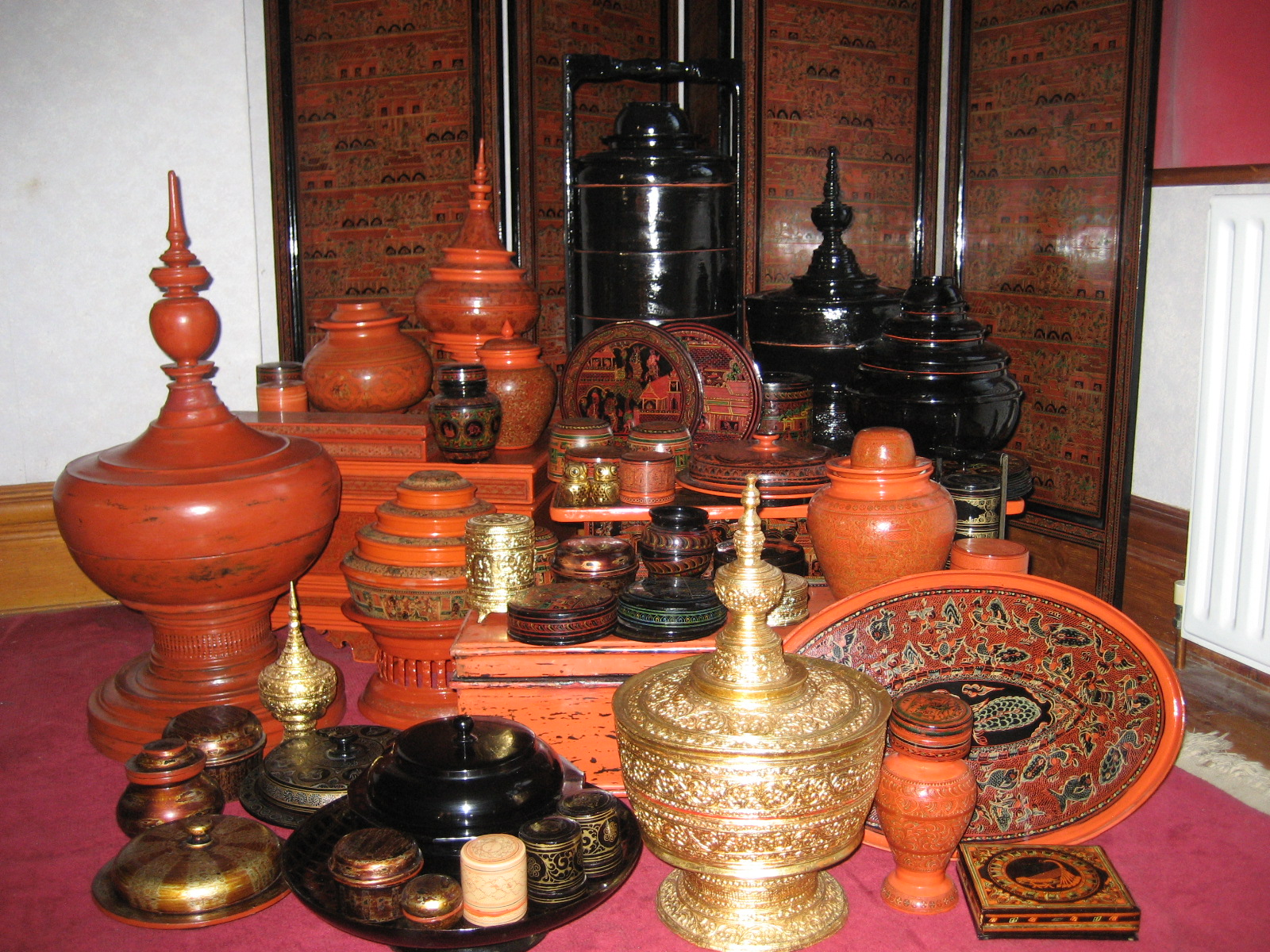
Une collection de laques birmans originaires de Pagan.

Historiquement, les arts birmans s'inspiraient de la cosmologie et des mythes bouddhistes ou hindous. Il existe plusieurs styles régionaux de représentations de Bouddha, chacun avec des traits spécifiques. Dans le style de Mandalay par exemple, qui s'est développé à la fin du XVIIIe siècle, le bouddha possède un visage ovale, des traits réalistes, dont des sourcils de courbe naturelle, des oreilles plus petites mais bien visibles et une robe drapée.
Il existe 10 arts traditionnels, appelés pan sè myo (birman ပန်းဆယ်မျိုး) :
1. ferronnerie (ပန်းပဲ ba-bè)
2. sculpture sur bois (ပန်းပု ba-bu)
3. orfèvrerie (ပန်းထိမ် ba-dein)
4. stuc (ပန်းတော့ pandaw)
5. maçonnerie (ပန်းရန် pa-yan)
6. sculpture sur pierre (ပန်းတမော့ pantamaw)
7. tournage sur bois (ပန်းပွတ် panbut)
8. peinture (ပန်းချီ bagyi)
9. laque (ပန်းယွန်း panyun)
10. bronze (ပန်းတဉ်း badin)

Outre ces arts traditionnels, on trouve le tissage de la soie, la poterie, la tapisserie, la joaillerie et la fabrication de feuilles d'or. Les temples sont construits en brique et en stuc et les stupas sont souvent couverts de feuilles d'or, les monastères eux-mêmes étant construits en bois (même si dans les villes ils ont souvent été rebâtis dans des matériaux plus modernes). Les bâtiments religieux sont souvent couverts d'un pyatthat (ပြာသာဒ်), une toiture à multiples degrés.

### Textiles, cuir, papier
- Vêtement birman (en) : Longyi, Htaingmathein (en), Hnyat-phanat (en)

### Poterie, céramique, faïence
- Céramique birmane (en), dont Bau Truk et Kyaukmyaung (Sagaing) (en)

## Arts visuels

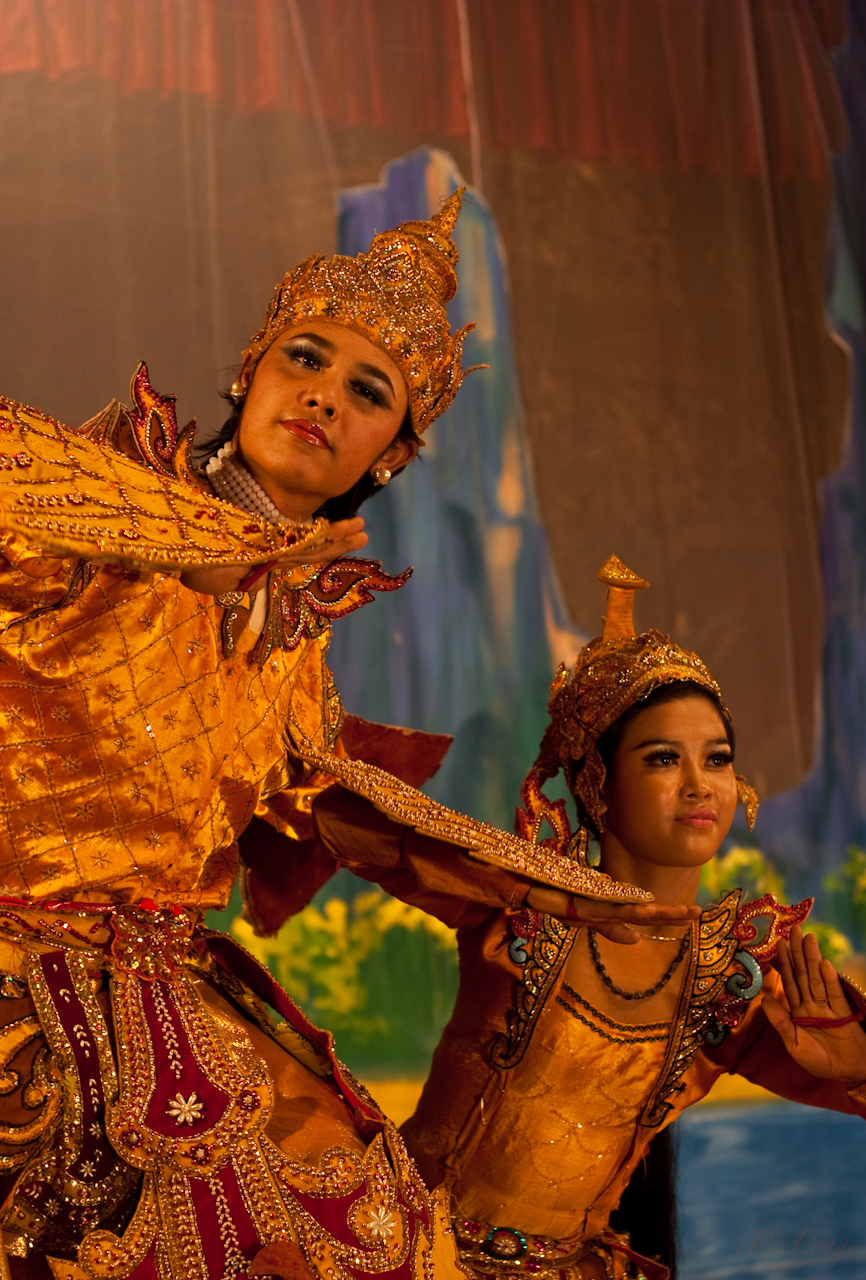
Une représentation de style môn du Ramayana birman au Karaweik à Rangoun (2010).

- Artistes birmans
- Liste d'artistes visuels birmans (en)

- Université nationale des Arts et de la Culture de Rangoon (en)
- Université nationale des Arts et de la Culture de Mandalay (en)

Parmi les artistes birmans contemporains
- Aung Ko (1980) et Nge Lay : Thu Ye Dan Art Poject[22]
- Chan Aye et Phyu Mon[22],
- Zun Ei Phyu
- Maung Maung Hla Myint[23] (1946)
- Min Wai Aung[24] (1960)
- Université des Beaux-Arts de Rangoon
- Association d'artistes de Myanmar en France

### Peinture
- Peintres birmans : Aung Khin, Aung Kyaw Htet, Aung Myint, Aung Soe, Zaw Zaw Aung, Saya Aye, Maung Maung Gyi, Thein Han, Htein Lin, Kan Chun, Kin Maung, Kyaw Hlaing, Ba Kyi, Lu Tin, Lun Gywe, M.T. Hla (U Tun Hla), Myint Naing, Saya Myit, Ngwe Gaing, Ba Nyan, Paw Oo Thet, San Win, Saya Saung, Saw Maung, Sitt Nyein Aye, Mya Thaung, Ba Thet, Wathone, Win Pe Myint, Yei Myint, Khin Maung Yin, Ba Zaw...

### Photographie
- Photographes birmans : Richard Bartholomew, Hla Myint Swe, Lwin Moe

## Arts du spectacle
- Spectacle vivant, Performance, Art sonore
- Professionnels birmans d'art de performance : Aung Kyaw Htet, Aung Myint, Htein Lin, Po Po...

### Musique
- Musique birmane

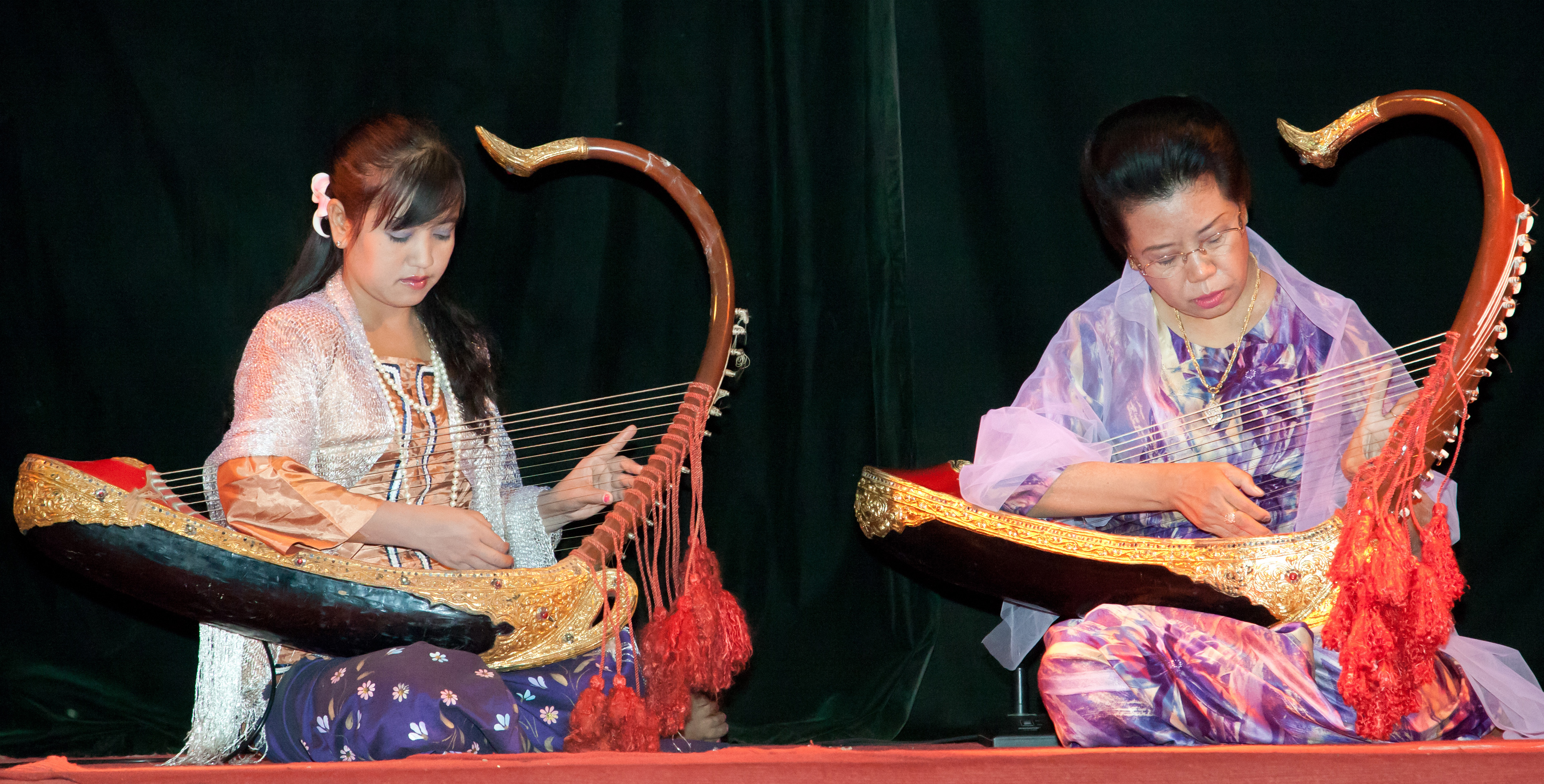
Deux musiciennes jouant de la harpe saung lors d'un spectacle à Mandalay en 2011.

- Myanmar National Symphony Orchestra (en) (2001)
- Myanmar Music Association (en) (1952)
- Compositeurs birmans : Maung Thit Min, Myoma Nyein, Sai Kham Leik, Soe Nyunt
- Instruments de musique de Birmanie : Gong, Hne, Mi gyaung, Pat waing, Pattala, Ploong...

De nombreux genres de musique birmane utilisent toute une variété d'instruments traditionnels, rassemblés dans un orchestre nommé hsaing waing, popularisé en occident par le percussionniste birman Kyaw Kyaw Naing.
La musique folklorique se distingue de celle d'Asie du Sud-Est par de soudains changements de rythme et de mélodie, ainsi que de texture et de timbre. Un instrument propre à la Birmanie est la harpe saung-gauk.
La musique birmane classique est rassemblée dans la Mahagita, une collection complète de chansons classiques, divisée en musique d'intérieur et musique d'extérieur. Ces chansons traitent souvent de diverses légendes en pâli, puis dans un mélange de birman et de pâli, traitant de religion, du pouvoir et de la gloire des monarques rois, de la beauté du pays, des forêts et des saisons, puis de la beauté des femmes, de l'amour, de la passion et de l'attente. Il existe aussi des chansons populaires chantées dans les rizières.
La musique pop domine aujourd'hui le marché, qu'elle soit étrangère ou locale : hip-hop de Birmanie (en).

### Danse
- Danse birmane (en)
- Danseurs birmans
- Yein (en)
- Thingyan, fête de l'eau du nouvel an birman, occasion de nombreuses performances de danse

En Birmanie, on peut distinguer danse théâtrale et folklorique et la danse des nats, chacune ayant des spécificités. Bien qu'elle ait été influencée par les danses de ses voisins, particulièrement la danse thaïlandaise (yodaya aka), elle se distingue des autres styles régionaux par des traits caractéristiques comme des mouvements anguleux, énergiques et rapides, et une emphase sur les poses, plus que les mouvements.

### Théâtre
- Professionnels du théâtre birmans
- National Theatre of Yangon (en) (1991)
- National Theatre of Mandalay (en) (1993)

### Autres: marionnettes, mime, pantomime, prestidigitation
- Cabaret, toute forme mineure des arts de scène
- Arts de la rue, Arts forains, Cirque,Théâtre de rue, Spectacle de rue,
- Marionnette, Arts pluridisciplinaires, Performance (art)…
- Arts de la marionnette en Myanmar / Birmanie sur le site de l'Union internationale de la marionnette
- Yok Thei Pwe[26],[27],[28],[29],[30]

### Cinéma
- Cinéma birman, Liste de films birmans
- Professionnels birmans du cinéma
- Acteurs birmans, Réalisateurs birmans, Liste de réalisateurs birmans (en)
- Cartoonistes birmans : Ba Gyan, Kan Chun, Shwe Yoe, Wathone
- Wathann Film Fest (en), festival de cinéma depuis 2011

## Tourisme
- Tourisme en Myanmar (en)[31]
- Liste de musées au Myanmar (en)
- Liste d'aires protégées au Myanmar (en)
- Sites historiques au Myanmar (en)
- Centres d'intérêt touristique au Myanmar (en)

## Patrimoine

### Musées
- Liste de musées en Birmanie (en)

### Liste du Patrimoine mondial
Le programme Patrimoine mondial (UNESCO, 1971) a inscrit dans sa liste du Patrimoine mondial (au 12/01/2016) : Liste du patrimoine mondial en Birmanie.

### Liste représentative du patrimoine culturel immatériel de l’humanité
Le programme Patrimoine culturel immatériel (UNESCO, 2003) a inscrit dans sa liste représentative du patrimoine culturel immatériel de l’humanité (au 10/01/2016) :
- 2013 : Les pierres d’enregistrement de la pagode de Maha Lawkamarazein ou Kuthodaw[32]
- 2015 : Myazedi Quadrilingual Stone Inscription, Myinkaba village, Bagan, Mandalay Region[33]